# Blanche Mortimer
Blanche Mortimer (vers 1321 – 1347) est une femme de la noblesse anglaise du XIVe siècle.

## Biographie
Blanche Mortimer est sans doute le dernier des douze enfants de Roger Mortimer, 3e baron Mortimer de Wigmore et 1er comte de March, et de Jeanne de Geneville, 2e baronne Geneville. Elle est issue de la famille Mortimer, d'origine normande et établie en Angleterre depuis l'avènement de Guillaume le Conquérant. Le père de Béatrice s'illustre militairement au cours du règne d'Édouard II en Irlande et prend part à une rébellion infructueuse contre le roi en 1321 et 1322. À l'issue de celle-ci, les parents et certains membres de la fratrie de Blanche sont incarcérés sur ordre d'Édouard II, mais Blanche elle-même ne semble pas avoir été concernée par cette décision, probablement en raison de son jeune âge — il est même possible qu'elle n'ait pas encore vu le jour au moment de la rébellion de son père. Elle ne retrouve ses parents et ses frères et sœurs qu'à la chute du roi à la fin de l'année 1326.
Le retour en grâce de Roger Mortimer lui permet de rechercher des partis puissants pour ses enfants,. Dans le cadre d'une habile politique matrimoniale, Blanche est donc mariée le 10 juin 1330 à Pierre de Grandison, 2e baron Grandison. Ce dernier est un seigneur du Herefordshire qui a soutenu la rébellion de Roger Mortimer en 1321. Le jour de ses noces, Blanche reçoit comme présent de mariage de sa grand-mère paternelle Marguerite de Fiennes un domaine situé à Much Marcle, dans le Herefordshire. Du fait du grand écart d'âge entre les époux — Blanche n'a tout au plus que neuf ans, alors que Pierre de Grandison en a environ 35 —, leur mariage n'est consommé que bien plus tard, mais ne produit aucun descendant. Blanche Mortimer meurt au cours de l'année 1347, de causes inconnues, et est inhumée dans l'église paroissiale de Much Marcle.